# Mistrovství Československa v atletice 1969
Mistrovství Československa mužů a žen v atletice 1969 v kategoriích mužů a žen se konalo 19. července a 20. července v Považské Bystrici.

## Medailisté

### Muži
| Soutěž                        | Zlato                                                                                   | Stříbro                                                                                 | Bronz                                                                 |
| 100 m                         | Luděk Bohman 10.3                                                                       | Jiří Kynos 10.4                                                                         | Petr Utěkal 10.4                                                      |
| 200 m                         | Jiří Kynos 20.7                                                                         | Luděk Bohman 20.8                                                                       | Václav Šprdlík 21.4                                                   |
| 400 m                         | Tomáš Jungwirth 47.9                                                                    | Josef Hegyes 48.0                                                                       | Jan Petrlík 48.0                                                      |
| 800 m                         | Jozef Plachý 1:46.8                                                                     | Tomáš Jungwirth 1:49.6                                                                  | Antonín Štrupl 1:49.9                                                 |
| 1500 m                        | Pavel Pěnkava 3:54.7                                                                    | Petr Bláha 3:55.4                                                                       | Stanislav Hoffman 3:55.4                                              |
| 5000 m                        | Stanislav Petr 14:07.2                                                                  | Jiří Stehlík 14:09.0                                                                    | Pavel Lichnovský 14:16.0                                              |
| 10 000 m                      | Václav Mládek 29:36.4                                                                   | Miroslav Vítkovič 29:52.4                                                               | Jan Bejček 30:03.8                                                    |
| 110 m př.                     | Ivan Čierny František Slavotínek 13.9                                                   | xxx                                                                                     | Milan Čečman 14.0                                                     |
| 400 m př.                     | Miroslav Hruš 51.5                                                                      | Jan Petrlík 52.8                                                                        | Rudolf Sosík 53.5                                                     |
| 3000 m př.                    | Petr Holas 8:41.8                                                                       | Petr Havel 8:42.4                                                                       | Jiří Pazourek 8:43.4                                                  |
| 4 × 100 m Praha 13.–14.9.1969 | Juraj Zamba Eugen Podhájecký František Štefánik Zdeněk Kojan Dukla Banská Bystrica 42.0 | František Fremuth Miroslav Hutter František Slavotínek Petr Krátký Slavia VŠ Praha 42.0 | RH Praha 43.2                                                         |
| 4 × 400 m Praha 13.–14.9.1969 | Jiří Ryba Miroslav Mikyna Jan Petrlík Josef Hegyes Slavia VŠ Praha 3:15.7               | Jan Mareš Miloš Ráček František Pika Karel Kučera Dukla Banská Bystrica 3:21.7          | Miroslav Fiala Jiří Hrubý Radim Režný Jaroslav Prokeš RH Praha 3:22.4 |
| Skok do výšky                 | Rudolf Baudis 209                                                                       | Ladislav Borodáč 206                                                                    | Jaroslav Alexa 206                                                    |
| Skok o tyči                   | Jan Odvárka 485                                                                         | Jiří Růžička 470                                                                        | Pavel Jindra 470                                                      |
| Skok daleký                   | Jan Broda 749                                                                           | Jaroslav Brož 746                                                                       | Miroslav Hutter 740                                                   |
| Trojskok                      | Peter Nemšovský 16.15                                                                   | Jiří Menšík 15.87                                                                       | Jan Lejsek 15.42                                                      |
| Vrh koulí                     | Miroslav Janoušek 18.92                                                                 | Jiří Skobla 18.10                                                                       | Jaroslav Šmíd 17.51                                                   |
| Hod diskem                    | Ludvík Daněk 61.86                                                                      | Jaroslav Vidrna 56.78                                                                   | Zdeněk Vítek 54.60                                                    |
| Hod kladivem                  | Herbert Schenker 60.32                                                                  | Martin Šebesta 60.02                                                                    | Jiří Koukal 58.24                                                     |
| Hod oštěpem                   | Miloš Vojtek 77.09                                                                      | Jan Bartek 71.06                                                                        | Ondrej Hunčík 70.10                                                   |
| 20 km chůze                   | Alexander Bílek 1:29:53.0                                                               | Juraj Benčík 1:34:26.6                                                                  | Vladimír Pařízek 1:34:41.4                                            |
| Desetiboj                     | Jan Neckář 7424 bodů                                                                    | Ivan Sedláček 7366 bodů                                                                 | Petr Krátký 7279 bodů                                                 |

### Ženy
| Soutěž        | Zlato                                                                                 | Stříbro                                                                                | Bronz                                                                                     |
| 100 m         | Eva Glesková 11.5                                                                     | Jana Šmerdová 11.8                                                                     | Věra Knapová 12.0                                                                         |
| 200 m         | Eva Glesková 24.2                                                                     | Jana Šmerdová 24.5                                                                     | Anna Chmelková 24.8                                                                       |
| 400 m         | Anna Chmelková 54.7                                                                   | Libuše Macounová 55.2                                                                  | Marie Otová 55.9                                                                          |
| 800 m         | Jaroslava Jehličková 2:09.6                                                           | Jarmila Hradecká 2:13.3                                                                | Miluše Hrstková 2:13.4                                                                    |
| 1500 m        | Jaroslava Jehličková 4:37.4                                                           | Vlasta Vydrářová 4:39.4                                                                | Naděžda Varcabová 4:40.1                                                                  |
| 100 m př.     | Eva Kucmanová 13.6                                                                    | Milena Piáčková 13.8                                                                   | Věra Slavičová 14.2                                                                       |
| 4 × 100 m     | Eva Putnová Kamila Kučerová Alena Vozáková Jana Šmerdová Zbrojovka Brno 47.8          | Miroslava Březíková Marta Olbrichová Marie Otová Božena Navrátilová TJ Gottwaldov 48.8 | RH Praha 49.2                                                                             |
| 4 × 400 m     | Dobroslava Žáková Eva Mikynová Jarmila Hradecká Darina Srncová Slavia VŠ Praha 3:52.3 | Bohumila Bednářová Jana Bártová Renata Vaculová Alena Šimečková VŽKG Vítkovice 3:57.5  | Marta Zubková Daniela Vacková Helena Nerudová Alžběta Bartoňková LIAZ Jablonec n/N 4:00.6 |
| Skok do výšky | Miloslava Rezková 184                                                                 | Mária Mračnová 182                                                                     | Jaroslava Valentová 178                                                                   |
| Skok daleký   | Eva Kucmanová 648                                                                     | Libuša Kladeková 598                                                                   | Nataša Dvorská 592                                                                        |
| Vrh koulí     | Vladimíra Srbová 15.48                                                                | Helena Fibingerová 15.30                                                               | Ludmila Duchoňová 14.26                                                                   |
| Hod diskem    | Marie Šimánková 51.38                                                                 | Helena Vyhnalová-Žlábková 51.27                                                        | Jaroslava Podhorecká 47.62                                                                |
| Hod oštěpem   | Věra Antošová 47.90                                                                   | Emilie Filová 47.32                                                                    | Anna Pfingstnerová 45.12                                                                  |
| Pětiboj       | Jitka Potrebuješová 4521 bodů                                                         | Miroslava Březíková 4478 bodů                                                          | Ivana Vlasáková 4137 bodů                                                                 |